# Tangara peruviana
A Tangara peruviana  a madarak osztályának verébalakúak (Passeriformes) rendjébe és a tangarafélék (Thraupidae) családjába tartozó  faj.

## Rendszerezése
A fajt Anselme Gaëtan Desmarest francia zoológus írta le 1806-ban, a Tanagra nembe Tanagra peruviana néven.

## Előfordulása
Az Atlanti-óceán partvidékén Brazília délkeleti részén honos. Természetes élőhelyei a szubtrópusi és trópusi lombhullató erdők és cserjések. Vonuló faj.

## Megjelenése
Testhossza 14 centiméter.
|  |

## Életmódja
Főleg bogyókkal és más gyümölcsökkel táplálkozik.

## Természetvédelmi helyzete
Az elterjedési területe kicsi és széttöredezett, egyedszáma 2500-9999 példány közötti és gyorsan csökken. A Természetvédelmi Világszövetség Vörös listáján sebezhető fajként szerepel.